# Leningradite
La leningradite è un minerale, composto da un vanadato misto di rame e piombo. Scoperto nei fumaroli del vulcano Tolbačik nella Kamčatka e descritto per la prima volta nel 1990.

## Abito cristallino
Nel 2007 ne è stata chiarita la struttura cristallina tramite raggi X